# Terrier-Rouge
Terrier-Rouge (en criollo haitiano Tèrye Wouj) es una comuna de Haití que está situada en el distrito de Trou-du-Nord, del departamento de Noreste.

## Secciones
Está formado por las secciones de:
- Fond Blanc (que abarca la villa de Terrier-Rouge)
- Grand Bassin (que abarca el barrio de Gran Bassin)

## Demografía
| Gráfica de evolución demográfica de Terrier-Rouge entre 2009 y 2015 |
|                                                                     |

Los datos demográficos contemplados en este gráfico de la comuna de Terrier-Rouge son estimaciones que se han cogido de 2009 a 2015 de la página del Instituto Haitiano de Estadística e Informática (IHSI). 